# Уемура Харукі
Харукі Уемура (яп. 上村 春樹; нар. 14 лютого 1951) — японський дзюдоїст, олімпійський чемпіон 1976 року, чемпіон світу.

## Виступи на Олімпіадах
| Олімпіада     | Дисципліна    | Місце |
| ------------- | ------------- | ----- |
| Монреаль 1976 | відкрита вага | 1     |